# Achaea sordida
Achaea sordida là một loài bướm đêm thuộc họ Erebidae. It is ở Châu Phi, bao gồm Nam Phi và Swaziland.